# Solitary Peak
Der Solitary Peak (englisch für Einsamer Gipfel) ist ein 2810 m hoher Berg in der antarktischen Ross Dependency. In der Queen Elizabeth Range des Transantarktischen Gebirges ragt er 7,2 km südöstlich des Mount Rabot auf.
Geologen der Ohio State University, die ihn zwischen 1967 und 1968 untersucht hatten, benannten ihn nach seiner verhältnismäßig isolierten geographischen Lage.